# Mordella octolineata
Mordella octolineata es una especie de coleóptero de la familia Mordellidae.

## Distribución geográfica
Habita en Guatemala y México.